# スレイター–コンドン則
計算化学内において、スレイター–コンドン則（スレイター–コンドンそく、英: Slater–Condon rules）は、個別の軌道の観点から正規直交軌道のスレイター行列式として構築された波動関数全体にわたる1体および2体演算子の積分を表わす。その際に、N-電子波動関数を含む元の積分はたかだか2つの分子軌道を含む積分の和に簡約される。言い換えると、元の3N次元積分は多くの3次元および6次元積分の観点から表わされる。
これらの規則はスレイター行列式から構築された波動関数を用いる全てのシュレーディンガー方程式を近似的解法のための作業方程式を導く際に使われる。これらには、ハートリー＝フォック理論（波動関数が単一の行列式）、メラー＝プレセット摂動理論、結合クラスター法、配置間相互作用といった参照としてハートリー＝フォック理論を使用する全ての手法が含まれる。
1929年、ジョン・C・スレイターは、摂動法内で原子スペクトルについて研究している際に近似ハミルトニアンの対角行列要素のための式を導いた。翌年、エドワード・コンドンが非対角行列要素へと規則を拡張した。1955年、ペル＝オロフ・レフディンはさらに非正規直交軌道から構築された波動関数についてこれらの結果を一般化した。これはレフディン則（Löwdin rules）と呼ばれるものにつながった。

## 数学的背景
N個の正規直交スピン軌道（rとσは空間変数とスピン変数を示す）の積に作用する反対称化演算子 ({\displaystyle {\mathcal {A}}}) の観点から、行列式波動関数は
{\displaystyle |\Psi \rangle ={\mathcal {A}}(\phi _{1}(\mathbf {r} _{1}\sigma _{1})\phi _{2}(\mathbf {r} _{2}\sigma _{2})\cdots \phi _{m}(\mathbf {r} _{m}\sigma _{m})\phi _{n}(\mathbf {r} _{n}\sigma _{n})\cdots \phi _{N}(\mathbf {r} _{N}\sigma _{N}))}
と表わされる。
単一の軌道（m番目の軌道）のみがこれと異なる波動関数は
{\displaystyle |\Psi _{m}^{p}\rangle ={\mathcal {A}}(\phi _{1}(\mathbf {r} _{1}\sigma _{1})\phi _{2}(\mathbf {r} _{2}\sigma _{2})\cdots \phi _{p}(\mathbf {r} _{m}\sigma _{m})\phi _{n}(\mathbf {r} _{n}\sigma _{n})\cdots \phi _{N}(\mathbf {r} _{N}\sigma _{N}))}
と表わされ、2つの軌道が異なる波動関数は
{\displaystyle |\Psi _{mn}^{pq}\rangle ={\mathcal {A}}(\phi _{1}(\mathbf {r} _{1}\sigma _{1})\phi _{2}(\mathbf {r} _{2}\sigma _{2})\cdots \phi _{p}(\mathbf {r} _{m}\sigma _{m})\phi _{q}(\mathbf {r} _{n}\sigma _{n})\cdots \phi _{N}(\mathbf {r} _{N}\sigma _{N}))}
と表わされる。
あらゆる特定の1体または2体演算子Ôについて、スレイター–コンドン則は以下の種類の積分をどのように単純化するかを示す。
{\displaystyle \langle \Psi |{\hat {O}}|\Psi \rangle ,\langle \Psi |{\hat {O}}|\Psi _{m}^{p}\rangle ,\ \mathrm {and} \ \langle \Psi |{\hat {O}}|\Psi _{mn}^{pq}\rangle .}
3つ以上の軌道が異なる2つの波動関数についての行列要素は、高次の相互作用が導入されない限り消滅する。

## 1体演算子の積分
1体演算子はいかなる瞬間においても単一の電子の位置また運動量にのみ依存する。例は、運動エネルギー演算子、双極子モーメント演算子、全角運動量演算子である。
N-粒子系における1体演算子は
{\displaystyle {\hat {F}}=\sum _{i=1}^{N}\ {\hat {f}}(i)}
と分解される。
こういった演算子に対するスレイター–コンドン則は以下の通りである。
{\displaystyle {\begin{aligned}\langle \Psi |{\hat {F}}|\Psi \rangle &=\sum _{i=1}^{N}\ \langle \phi _{i}|{\hat {f}}|\phi _{i}\rangle ,\\\langle \Psi |{\hat {F}}|\Psi _{m}^{p}\rangle &=\langle \phi _{m}|{\hat {f}}|\phi _{p}\rangle ,\\\langle \Psi |{\hat {F}}|\Psi _{mn}^{pq}\rangle &=0.\end{aligned}}}

## 2体演算子の積分
2体演算子はいかなる瞬間においても2つの粒子を結合する。例は電子-電子反発演算子、磁気双極子相互作用演算子、全角運動量の二乗の演算子である。
N-粒子系における2体演算子は
{\displaystyle {\hat {G}}={\frac {1}{2}}\sum _{i=1}^{N}\sum _{{j=1} \atop {j\neq i}}^{N}\ {\hat {g}}(i,j)}
と分解される。
こういた演算子に対するスレイター–コンドン則は以下の通りである。
{\displaystyle {\begin{aligned}\langle \Psi |{\hat {G}}|\Psi \rangle &={\frac {1}{2}}\sum _{i=1}^{N}\sum _{j=1 \atop {j\neq i}}^{N}\ {\bigg (}\langle \phi _{i}\phi _{j}|{\hat {g}}|\phi _{i}\phi _{j}\rangle -\langle \phi _{i}\phi _{j}|{\hat {g}}|\phi _{j}\phi _{i}\rangle {\bigg )},\\\langle \Psi |{\hat {G}}|\Psi _{m}^{p}\rangle &=\sum _{i=1}^{N}\ {\bigg (}\langle \phi _{m}\phi _{i}|{\hat {g}}|\phi _{p}\phi _{i}\rangle -\langle \phi _{m}\phi _{i}|{\hat {g}}|\phi _{i}\phi _{p}\rangle {\bigg )},\\\langle \Psi |{\hat {G}}|\Psi _{mn}^{pq}\rangle &=\langle \phi _{m}\phi _{n}|{\hat {g}}|\phi _{p}\phi _{q}\rangle -\langle \phi _{m}\phi _{n}|{\hat {g}}|\phi _{q}\phi _{p}\rangle ,\end{aligned}}}
上式において、
{\displaystyle \langle \phi _{i}\phi _{j}|{\hat {g}}|\phi _{k}\phi _{l}\rangle =\int \mathrm {d} \mathbf {r} \int \mathrm {d} \mathbf {r} '\ \phi _{i}^{*}(\mathbf {r} )\phi _{j}^{*}(\mathbf {r} ')g(\mathbf {r} ,\mathbf {r} ')\phi _{k}(\mathbf {r} )\phi _{l}(\mathbf {r} ')}
3つ以上のスピン軌道が異なる波動関数を持つ2体演算子のあらゆる行列要素は消滅する。